# Campo Lameiro

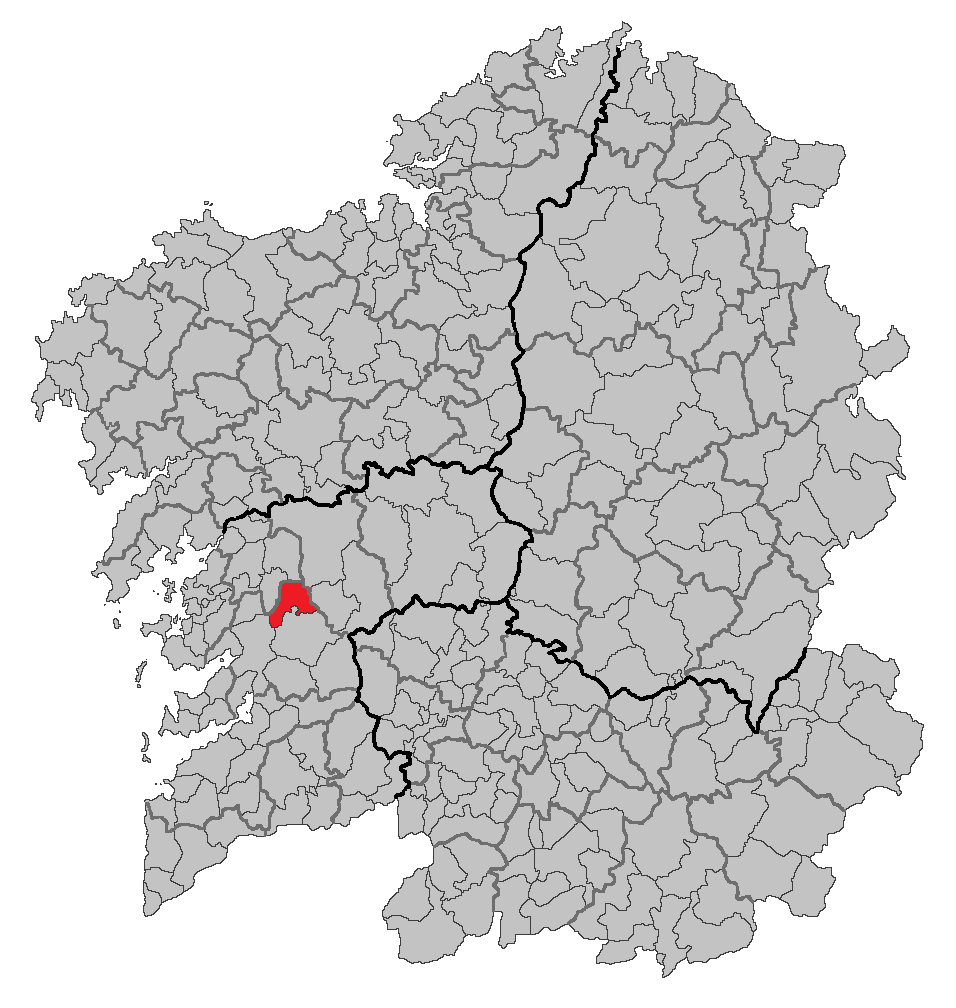
Localização de Campo Lameiro

Campo Lameiro é um município da Espanha na província de Pontevedra, comunidade autónoma da Galiza, de área 63,82 km² com população de 1043 habitantes (2007) e densidade populacional de 34,13 hab./km².

## Demografia
| Variação demográfica do município entre 1991 e 2004 | Variação demográfica do município entre 1991 e 2004 | Variação demográfica do município entre 1991 e 2004 | Variação demográfica do município entre 1991 e 2004 |
| --------------------------------------------------- | --------------------------------------------------- | --------------------------------------------------- | --------------------------------------------------- |
| 1991                                                | 1996                                                | 2001                                                | 2004                                                |
| 2662                                                | 2461                                                | 2235                                                | 2178                                                |

1. ↑  «Cifras oficiales de población resultantes de la revisión del Padrón municipal a 1 de enero» (ZIP). www.ine.es (em espanhol). Instituto Nacional de Estatística de Espanha. Consultado em 19 de abril de 2022